# 来馬正行
来馬 正行（くるま しょうぎょう）は、日本の僧侶。曹洞宗観音院第29代住職。
曹洞宗総合研究センターおよび中村元東方研究所東方学院、NHK学園講師など歴任。

## 来歴
駒澤大学仏教学部卒業。同大学大学院禅学専攻修了。観音院公開講座「参禅会・仏典講読会・福田会」主宰。曹洞宗総合研究センター曹洞宗教化部禅教室各講師。中村元東方研究所東方学院、朝日カルチャーセンター、NHK学園、東京吉祥講眼蔵会（於大本山永平寺別院）講師などを務める。西有寺専門僧堂西堂、武蔵野市の曹洞宗観音院住職。
観音院は江戸初期の1653年、松平出羽守直政開基と伝えられ、境内に住時の阿弥陀如来像（武蔵野市指定文化財）が残る。

## 著書
- 「国立国会図書館」を参照